# Zygmunt Puchalik
Zygmunt Puchalik (ur. 23 grudnia 1891 w Prusieku, zm. wiosną 1940 w Katyniu) – kapitan żandarmerii Wojska Polskiego, ofiara zbrodni katyńskiej.

## Życiorys
Zygmunt Puchalik urodził się 23 grudnia 1891 w Prusieku. Był synem Antoniego (służący przy kolei) i Marii z domu Musiał. Miał brata Jana Urbana (ur. 1888). 
Ukończył gimnazjum oraz w maju 1912 Seminarium Nauczycielskie w Stanisławowie. Podczas nauki szkolnej od 1908 działał w organizacjach niepodległościowych, w tym od 1 grudnia 1910 do 1 września 1914 w Związku Strzeleckim w Stanisławowie i w Haliczu. Po zdaniu matury rozpoczął pracę jako nauczyciel, do 1915 był zatrudniony w szkole ludowej w Haliczu.
Po wybuchu I wojny światowej został powołany do armii Austro-Węgier w marcu 1915. W 1916 odbywał kurs w Szkole Oficerów Rezerwy w Lubaczowie. Od 9 maja 1916 do 8 lipca 1917 w szeregach pułku piechoty Obrony Krajowej nr 32 brał udział w walkach na froncie włoskim, gdzie odniósł rany. Po rekonwalescencji został przydzielony do kadry zapasowej pułku strzelców nr 18. W obcej armii zyskał stopień podporucznika.
Od początku listopada 1918 w ramach wojnie polsko-ukraińskiej brał udział w walkach o Przemyśl, podczas których został aresztowany przez Ukraińców i uwięziony w Przemyślu. Trzy dni później oswobodził się i zbiegł do Jasła, po czym wkrótce powrócił do Przemyśla i wstąpił do Legii Oficerskiej, w szeregach której uczestniczył w walkach z Ukraińcami w linii Przemyśl-Chyrów. W późniejszym czasie brał udział w wojnie polsko-bolszewickiej. W jej trakcie w lecie 1920 został delegowany w karnej ekspedycji do wsi Baranie Peretoki, dowodził odcinkiem obronnym Sokal przed zbliżającą się 1 Armią Konną Siemiona Budionnego; w tym czasie przeprowadził ewakuację miasta i poczynił przygotowania obronne, zaś dzięki jego uwadze nie dokonano zniszczenia mostów na Bugu, co było pierwotnie w treści wydanego mu rozkazu. Następnie jako dowódca plutonu żandarmerii brał udział obrony Rawy Ruskiej.
W niepodległej Polsce został awansowany do stopnia porucznika żandarmerii ze starszeństwem z 1 czerwca 1919. Służył jako dowódca plutonu żandarmerii Tarnów i oficer śledczy w 5 dywizjonu żandarmerii w Krakowie. Odbył kurs udoskonalający w Centralnej Szkole Żandarmerii w Grudziądzu w 1923. 1 grudnia 1924 roku awansował na kapitana ze starszeństwem z dniem 15 sierpnia 1924 roku i 10. lokatą w korpusie oficerów żandarmerii. W latach 20. był przydzielony do 6 dywizjonu żandarmerii we Lwowie, w tym w 1923 pełnił funkcję dowódcy plutonu w Tarnopolu. W 1932 był oficerem 1 dywizjonu żandarmerii w Warszawie. W 1934 roku został przeniesiony do dywizjonu żandarmerii KOP. Od 3 kwietnia 1937 roku pełnił służbę na stanowisku oficera śledczego 4 dywizjonu żandarmerii w Łodzi. 10 czerwca 1939 został przeniesiony w stan spoczynku.
W okresie mobilizacji wobec zagrożenia konfliktem zbrojnym 27 sierpnia 1939 został mianowany pełniącym obowiązki drugiego zastępcy dowódcy 4 dywizjonu żandarmerii, a 31 sierpnia ponownie powołany na stanowisko referenta bezpieczeństwa dowództwa etapów 14 Grupy Specjalnej. Po wybuchu II wojny światowej, kampanii wrześniowej i agresji ZSRR na Polskę został aresztowany przez Sowietów. Był przetrzymywany w obozie w Kozielsku. Wiosną 1940 został przetransportowany do Katynia i rozstrzelany przez funkcjonariuszy Obwodowego Zarządu NKWD w Smoleńsku oraz pracowników NKWD przybyłych z Moskwy na mocy decyzji Biura Politycznego KC WKP(b) z 5 marca 1940. Jest pochowany na terenie obecnego Polskiego Cmentarza Wojennego w Katyniu, gdzie w 1943 jego ciało zidentyfikowano podczas ekshumacji prowadzonych przez Niemców pod numerem 844 (przy zwłokach zostały odnalezione trzy listy, cztery pocztówki nadesłane przez żonę z adresu ul. Olynricka 11 w Warszawie, nożyczki do paznokci, złote zęby).
Zygmunt Puchalik był żonaty z Jadwigą z Pelczarskich, z którą miał córkę Marię. Ich historia została opisana w książce pt. Dzieci Katynia autorstwa Teresy Kaczorowskiej.

## Upamiętnienie

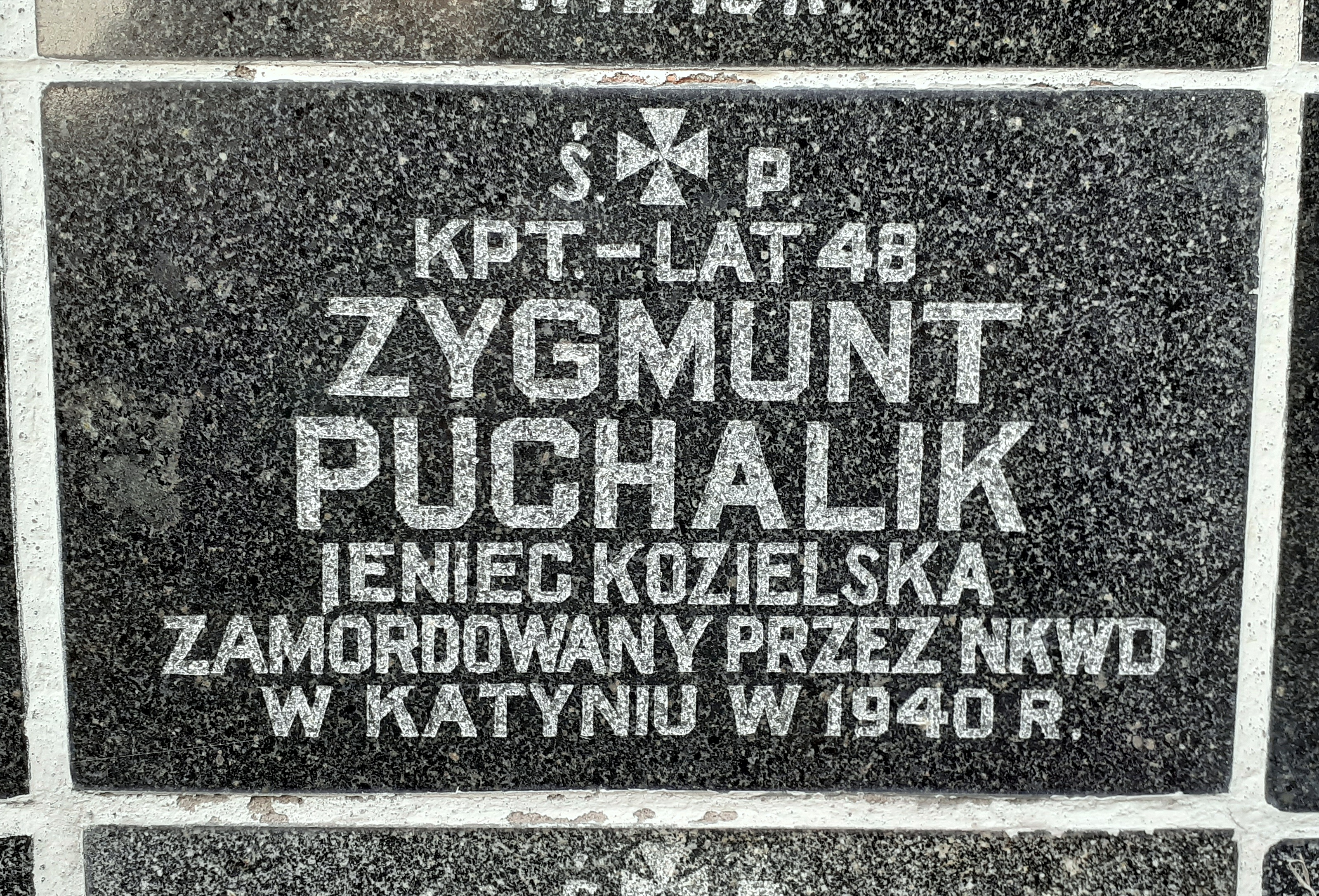
Tabliczka upamiętniająca na ścianie kościoła św. Karola Boromeusza w Warszawie

5 października 2007 Minister Obrony Narodowej Aleksander Szczygło awansował go pośmiertnie do stopnia majora. Awans został ogłoszony 9 listopada 2007 roku, w Warszawie, w trakcie uroczystości „Katyń Pamiętamy – Uczcijmy Pamięć Bohaterów”.
W ramach akcji „Katyń... pamiętamy” / „Katyń... Ocalić od zapomnienia”, Zygmunt Puchalik został uhonorowany poprzez zasadzenie Dębu Pamięci przy Publicznym Gimnazjum w Mchawie w gminie Baligród.

## Ordery i odznaczenia
- Medal Niepodległości
- Medal Pamiątkowy za Wojnę 1918–1921 „Polska Swemu Obrońcy”
- Medal Dziesięciolecia Odzyskanej Niepodległości